# 물개구리밥
물개구리밥(Azolla imbricata)은 물 위에 떠서 사는 수생 양치류이다. 흔히 만강홍이라고 하는데, 가을이 되거나 물이 오염되면 붉게 단풍이 들기 때문이다.

## 같이 보기
- 큰물개구리밥
- 개구리밥